# Cortyla
Cortyla là một chi bướm đêm thuộc họ Noctuidae.